# Veninder (film fra 1936)
 For alternative betydninger, se Veninder. (Se også artikler, som begynder med Veninder)
Veninder (russisk: Подруги) er en sovjetisk film fra 1936 af Leo Arnsjtam.

## Medvirkende
- Zoja Fjodorova - Zoja
- Janina Zjejmo - Asja
- Irina Zarubina - Natasja
- Boris Tjirkov - Senka
- Boris Babotjkin - Andrej